# 安杰洛·多门吉尼
安杰洛·多门吉尼（義大利語：Angelo Domenghini，1941年8月25日—），意大利男子足球运动员，场上位置是前锋。他曾代表意大利国家队参加1970年国际足联世界杯，结果获得亚军。